# Breath of Fire: Dragon Quarter
Breath of Fire: Dragon Quarter, conosciuto in Giappone con il titolo Breath of Fire V: Dragon Quarter (ブレス オブ ファイアV ドラゴンクォーター?, Buresu obu Faia V: Doragon Kwōtā, lett. "Breath of Fire V: Dragon Quarter"), è un videogioco di ruolo per PlayStation 2 pubblicato nel 2002. È il quinto capitolo della serie iniziata con Breath of Fire.

## Modalità di gioco
Come dichiarato dal team realizzativo del gioco, Breath of Fire: Dragon Quarter è ambientato in universo differente rispetto a quello dei precedenti capitoli. Il videogioco è anche differente rispetto al tipico stile adottato dai precedenti quattro giochi, che erano dei videogiochi di ruolo di stampo tradizionale, mentre in Dragon Quarter vengono inseriti elementi innovativi per il genere.

## Accoglienza
| Testata         | Giudizio |
| --------------- | -------- |
| Play Generation | 80/100   |

Breath of Fire: Dragon Quarter è stato il videogioco più venduto in Giappone nella settimana del suo lancio sul mercato con 80 059 copie vendute. Alla fine dell'anno, il videogioco ha venduto 140 073 copie.
La rivista Play Generation diede al gioco un punteggio di 80/100, trovando non frequente imbattersi in un GdR giapponese sia divertente che innovativo.